# 河南実里
河南 実里（かわな みのり、1997年9月18日 - ）は、日本のAV女優。クルーズグループ所属。2022年11月20日、自身のツイッターで河東 実里（かわとう みのり）への改名とARROWSへの移籍を報告。

## 略歴
2017年3月にAVデビュー。
AV OPEN2018のハード部門、ファン投票部門の女優賞で1位に選出された。
2020年3月に大学を卒業。同年9月よりFALENO専属女優となる。
2022年、クルーズグループからarrowsへの事務所移籍を発表。これに伴い、心機一転のため、芸名を河東実里(かわとうみのり)に改名。

## 人物
趣味・特技はショッピング、ウインク。

## 出演作品

### アダルトDVD
- 港区にあるお洒落なカフェで働く健康美肌のアルバイトちゃん 学校もバイトも大事だけどエッチが大好きだからAVデビュー!!（3月13日、MOODYZ、MIFD-005）
- アルバイト帰りを狙って再びAV撮影!カフェで働く女子大生が帰宅する前にイキまくったもうひとつのお仕事3本番（4月19日、MOODYZ、MIFD-008）
- 生中出し若妻ナンパ! 27（5月12日、S級素人、SUPA-173）※「みのり」名義
- 軟派即日セックス Mさん（19歳）女子大生（5月12日、S級素人、SUPA-175）※「Mさん」名義
- 毎週金曜日は、犯される日。（6月1日、マドンナ、JUY-173）
- 現役女子大生ナマ中出しライフ 9（6月9日、S級素人、SUPA-188）※「ミノリ」名義
- じゃれて突然膝の上に座ってきた女のお尻が股間にピタ!! お尻を動かす度に膨らむ僕のチ○コに気付いた彼女は… 2（6月16日、DOC、RDT-282）※「みのり」名義
- ノーパン中出しカフェ店員（6月19日、PREMIUM、PGD-959）
- ナンパJAPAN検証企画! 「絆を深めるには混浴が一番って知ってましたか?」 オフィス街で声をかけた男上司と女部下が二人きりで初めての混浴! 但し用意された水着は極小マイクロビキニのみ! 場所はラブホテルのジャグジー! 新入社員の女性は仕方なく着替えてほぼ全裸状態に!急激に距離を縮めた二人は理性を保てるのか!?（7月1日、ナンパJAPAN、NNPJ-240）※「青木」名義
- 学校の帰りにエロプリしているJ○にガチ交渉! スケベな事しか考えていないならエッチな事させてください! 7（7月7日、DOC、ULT-160）※「はるな」名義
- 舌でチロチロ焦らしてグッポグッポ咥え込む! チンシャブ大好き美女の腰抜けフェラテク魅・せ・て・あ・げ・る♡（7月7日、痴女ヘブン、CJOD-093）
- JK好きな親父ナンパ師が人生で一番勃起した スレンダーで顔出しOKの神レベル美少女を3人で廻しました。（7月14日、MERCURY、HONB-027）
- 童貞を殺す服の似合う美少女と中出し性交（7月28日、TMA、T28-506）
- ある日、サークルの新歓合宿でハメられた彼女の寝取られ動画をネットで見つけてしまった僕。（8月13日、MOODYZ、MIAE-104）
- ネトラレ同窓会。 美人な嫁が男友達と酔った勢いでハメられ記録映像（8月13日、ダスッ!、DASD-388）
- 募集ちゃんTV×PRESTIGE PREMIUM 40（8月18日、プレステージ、BCV-040）
- 未来の女子アナ ミスキャンパスを媚薬漬けにしてSEX さらに親友に電話させ呼び出し、その友達も薬漬けにしてSEX 2（8月25日、S級素人、SABA-299）
- 素人女子大生限定! パンティ素股でカチカチち●ぽがアソコに擦れて赤面発情! 生で擦り合わせて、結局つるんっと入って生中出し!! 〜AVOPEN編（9月1日、S級素人、AVOP-336）※AV OPEN 2017　素人部門エントリー作品
- 痙攣絶頂サイレントレ×プ 助けを呼んで乱暴されたレッテルを貼られるのが怖くて声を押し殺して犯された敏感女子校生（9月7日、MOODYZ、MIAE-111）
- 窒息するほど荒々しい接吻に堕ちて…。（9月7日、マドンナ、JUY-231）
- 声も出せずクンニに悶える人妻介護（9月25日、マドンナ、JUY-255）
- シロウトTV×PRESTIGE PREMIUM 28（9月29日、プレステージ、SIV-031）※「みのり」名義
- はじめての真性中出し（10月1日、MOODYZ、MIGD-785）
- 専属家庭教師計画（10月1日、アタッカーズ、SHKD-758）
- いじめっ娘女子の杭打ち騎乗位中出し（10月1日、ワンズファクトリー、WANZ-662）
- ノリが良すぎて断りきれない 指名率No.1小悪魔っ娘（10月7日、MOODYZ、MIAE-126）
- 絶対領域 愛しのニーハイ女子校生（10月13日、MOODYZ、MIAE-131）
- 絶対妊娠! ガン反り生チ○ポで孕ませ中出しSEX!（10月13日、本中、HND-436）
- 僕を助けてくれる幼なじみがいじめっこに犯されているのを見て勃起した（10月25日、MOODYZ、MIAE-140）
- ナンパTV × PRESTIGE PREMIUM 12（10月27日、プレステージ、NPV-016）※「みのり」名義
- 時間停止 援交娘にタダマン中出し（11月1日、エムズビデオグループ、MVSD-336）
- 欲求不満女子校生 こっそり子作りお留守番（11月7日、本中、HND-443）
- じっくり高める手コキでもてなす完全勃起ともの凄い射精の回春旅館（11月13日、Fitch、JUFD-821）
- 御奉仕メイドRoom（11月19日、BeFree、BF-526）
- あの日、大学の飲み会が中出し輪姦サークルに変わった。（12月13日、本中、HND-456）
- 河南実里の凄テクを我慢できれば生中出しSEX!（12月13日、ワンズファクトリー、WANZ-689）
- 義姉さんの無防備な風呂上がり -透けたビーチクと食い込みホットパンツ- 河南実里（12月19日、マドンナ、JUY-342）
- 筆下ろし専門 中出し小悪魔ソープ 河南実里（12月19日、PREMIUM、PRED-039）
- 乳首をず～っとこねくりっ放し性交 河南実里（12月25日、MOODYZ、MIAE-164）
- 本番なしのマットヘルスに行って出てきたのは隣家の高慢な美人妻。弱みを握った僕は本番も中出しも強要! 店外でも言いなりの性奴隷にした 河南実里（12月25日、溜池ゴロー、MEYD-326）

- Tバックずらして即ハメ即イキアメスクガールは腰振りピストンがお好き（1月1日、Kira☆Kira、BLK-346）
- 秋葉で人気の誘惑チラリ家事代行アルバイト ～男潮と精子で部屋を汚して受注マシマシ中!～ 河南実里（1月1日、痴女ヘブン、CJOD-123）
- 出会って即生ハメ! 即中イキッ! 中出し直後のビクッビクンってイッてる時に激ピストン再開! 「もうイッてるってばぁ!」抵抗を無視して追撃ピストン連続中出し!! 河南実里（1月1日、本中、HND-464）
- 人妻の妊娠危険日ばかりを狙う顔の見えないレ×プ魔（2月1日、溜池ゴロー、MEYD-335）
- 淫魔病棟 3 河南実里 佐々波綾 苑田あゆり 舞園かりん（2月1日、アタッカーズ、SSPD-141）
- 資産家オヤジならデキる! テニサーJD大人買い中出し 河南実里 美谷朱里（2月7日、エムズビデオグループ、MVSD-343）
- ある日突然、妹の彼氏と入れ替わって1日中ヤリまくった僕。河南実里（2月7日、Kira☆Kira、BLK-352）
- 膣・手・クチの高速コキで寸止め訓練を行うついつい暴発メイド 河南実里（2月13日、痴女ヘブン、CJOD-129）
- デカ尻マニアックス 河南実里（2月13日、ワンズファクトリー、WANZ-722）
- ラッキー中出し 思春期の妹と友達が泊まりに来て全員に告白されたから子作り 椎名そら 河南実里 星奈あい 麻里梨夏（2月13日、本中、HNDS-055）
- 河南実里8時間BEST（2月13日、MOODYZ、MIZD-083） ※単体ベスト
- 妹のデカ尻を孕ませたい 河南実里（2月15日、グローリークエスト、GVG-635）
- 飲みサーでおもらし羞恥イジメされました… 河南実里（2月19日、PREMIUM、PRED-052）
- 縛縄堕淫 新人研修の罠 河南実里（2月25日、アタッカーズ、JBD-222）
- 媚薬で発情した姉が弟の精子を1日中搾り尽くし 河南実里（3月1日、MOODYZ、MIAE-189）
- 美少女コスプレイヤー身代わり中出しNTR 河南実里（3月7日、エムズビデオグループ、MVSD-345）
- すんごい乳首責めで中出しを誘う連続膣搾り痴女お姉さん 河南実里（3月7日、本中、HND-486）
- 丸ごと!河南実里6時間 ～実りに実った食べごろ果実の大人みのりん初ベスト!!～（3月7日、マドンナ、JUSD-778） ※単体ベスト
- 子作りはご奉仕の一環 妊娠OK美少女メイド 河南実里（3月13日、ワンズファクトリー、WANZ-728）
- 早漏の私に12時間かけて寸止めと焦らしを繰り返す、本能剥き出し性交 河南実里（3月13日、MOODYZ、MIAE-197）
- 素人ファン感謝祭 河南実里の高速腰振り騎乗位我慢できれば生中出しOK（4月8日、本中、HND-496）
- 親の隙を見て誘惑してくる姉とドキドキ中出し 河南実里（4月13日、ワンズファクトリー、WANZ-735）
- 転校初日、性欲処理大臣に任命されちゃったボク。河南実里 美谷朱里 星奈あい 泉りおん（4月13日、MOODYZ、MIRD-179）
- 接吻乳首責めレズビアン ～家庭教師の卑猥なレズキスニップル調教～ 河南実里 大槻ひびき（4月13日、Fitch、JUFD-888）
- 超高級中出し専門ソープ 河南実里（4月13日、MOODYZ、MIAE-220）
- エロい事すると激怒睨みする妹。 ～でもさせてくれる2018～ 河南実里（4月19、kira☆kira、BLK-363）
- 声出したら中に出すぞ!! 追い詰め孕ませレ×プ ～ストーカーに脅された女子大生～ 河南実里（5月7日、本中、HND-513）
- 母娘遊戯 河南実里 風間ゆみ（5月7日、アタッカーズ、JBD-225）
- まんチラ誘惑 同級生のママ 河南実里（5月13日、溜池ゴロー、MEYD-375）
- 1日でオナクラ全27個のオプションを強制的につけられ、そして、本番強要までされた僕。河南実里（5月19日、Kira☆Kira、BLK-366）
- 世界で一番気持ち良いベリーダンスで鍛えたエキゾチック騎乗位&グラインド騎乗位 河南実里（5月19日、ROOKIE、RKI-468）
- 制服美少女に無許可で生本番できる子作り催眠闇風俗店 河南実里（5月25日、本中、HND-523）
- 両親の居ない日、僕は妹と精子が枯れるまで一日中ヤリまくった。河南実里（5月25日、TMA、T28-532）
- 「服を脱いで待ってます」年収2000万円を超えると可愛いすぎる妻が手に入り毎日ベロキスセックスしてくれる。（仮想通貨編） 河南実里（5月25日、ダスッ!、DASD-435）
- 俺の妹とお前の妹どっちがエロいか交換して中出ししまくってみないか? #05 河南実里 星奈あい（6月1日、MOODYZ、MIAE-241）
- 自宅で他人と行った子作り動画を見せつけるあなたのかわいい幼な妻 河南実里（6月1日、ワンズファクトリー、WANZ-760）
- 小悪魔挑発GAL 河南実里（6月1日、MARRION、MMUS-021）
- あなた、許して…。濡れた証券レディ 河南実里（6月7日、アタッカーズ、ADN-167）
- チアガールレズビアン ～憧れの先輩と繋がりたくて～ 河南実里 美谷朱里（6月7日、ビビアン、BBAN-182）
- 中出し専用! 僕だけのハメハメイド 河南実里（6月8日、宇宙企画、MDTM-370）
- デカ尻女教師 痙攣緊縛中出し 河南実里（7月1日、V(ヴィ)、VICD-380）
- 淫魔病棟 4 美谷朱里 河南実里 神宮寺ナオ（7月7日、アタッカーズ、SSPD-145）
- 彼とわたしと店長の深夜勤務 実写版 河南実里（7月13日、無垢、MUDR-040）
- 「先生、私、進学します」進路まで決めてくれた大事な恩師とデリヘルバイトで再開。 河南実里（7月25、ダスッ!、DASD-444）
- 本中の専属になりました 60日間禁欲大痙攣イキ中出し3本番絶頂267回!痙攣302回!ピストン4778回! 河南実里（8月25日、本中、HND-550）
- ねっちょり絡み合う濃厚な接吻と中出し 河南実里（9月25日、本中、HND-566）
- エッチ大好き小悪魔美少女 河南実里8時間BEST（10月1日、ワンズファクトリー、BMW-166）※単体ベスト
- 杭打ち騎乗位ファック強制孕ませ中出し痴女「また妊娠させちゃうってばぁ!」排卵日の発情お姉さんに今日も追撃ピストン止めてもらえない僕。 河南実里（10月25日、本中、HND-580）
- 本能剥き出し禁欲性交チ○ポ30本49射精無制限中出し大乱交 河南実里（11月25日、本中、HND-593）

- 私のお尻に挿入れて下さい―（2月1日、アタッカーズ、AVOP-445）※「AV OPEN 2018」ハード部門 エントリー作品
- 副担任 小鳥遊萌花の 桃色遊戯3 河南実里（3月7日、アタッカーズ、ADN-205）
- 女ギャンブラー 黒猫 河南実里（4月7日、アタッカーズ、SHKD-844）
- 脱獄者 河南実里（5月7日、アタッカーズ、SHKD-850）
- 貞操帯の女 25 河南実里（6月7日、アタッカーズ、RBD-926）
- 掃除屋 紅蜘蛛 河南実里（7月7日、アタッカーズ、SHKD-862）
- 夫の目の前で犯されて― 再会は破滅の始まり 河南実里（8月7日、アタッカーズ、ADN-220）
- リ・スタートレイプ 終わりなき屈辱 河南実里 桐山結羽（9月7日、アタッカーズ、ATID-363）
- 解禁! 黒人ファック 黒い欲望に貫かれて…。 河南実里（10月7日、アタッカーズ、RBD-942）
- 女神の微笑み AVOPEN2018ハード部門1位 & 女優賞獲得記念作品 河南実里（11月7日、アタッカーズ、ATID-375）
- 南京袋の女 河南実里 神納花（12月7日、アタッカーズ、RBD-949）

- 先輩たちの怒りを買って集団イジメの対象になり、更にはセクハラ上客用の淫らな生贄となった新人生保レディ 河南實里 河南実里 大槻ひびき 翔田千里 水城奈緒 黛ユイ（1月7日、アタッカーズ、ATID-391）
- 僕を好きな先輩 僕が好きな先輩 目が覚めたらまさかの相部屋ラブホ お酒で酔っ払ってラブホテルに監禁されて前からも後ろからもノリノリでハメられ続けた僕。河南実里 椎名そら（1月25日、本中、HNDS-067）
- 奴●メイドの館 ～主従のレズビアンお嬢様～ 河南実里 あべみかこ 神納花 葉月桃（2月7日、ビビアン、BBAN-264）
- 二股不倫妻がまさかのWブッキング そして、壮絶なる《僕》の略奪戦が始まった。 河南実里 向井藍（2月25日、マドンナ、JUL-141）
- あの日からずっと…。 緊縛調教中出しされる制服美少女 河南実里（3月13日、無垢、MUDR-102）
- 令嬢姉妹 麗奴の刻印 倉木しおり 河南実里（4月7日、アタッカーズ、RBD-967）
- 新・世界一早漏男 × 河南実里の金玉がスッカラカンになるまで発射し続ける連続ぶっかけ & 大量中出しSEX（5月19日、ROOKIE、RKI-508）
- 醜態漏洩 幸せカップルの無邪気な映像が… あんなに大好きだった元彼を呪った最高に幸せだったひととき ＃流出＃ハメ撮り＃美少女＃中出し＃4発 河南実里（5月19日、ABC/妄想族、ABPN-008）
- 覚醒遊戯 3 闇を切り裂くマゾ調教 藍川美夏 河南実里 織田真子（6月7日、アタッカーズ、JBD-257）
- 梅雨時3連休。親戚宅へお邪魔した僕は10年振りに会う3つ年上の従兄弟のお姉さんたちに家の中に閉じ込められてセックス漬けにされた。 降り続く大雨で外に出られないのをいいことに…。 河南実里 渚みつき（6月12日、Million、MKMP-341）
- 愛くるしい表情で男を狂わせ性を貪る淫靡性交。河南実里（6月19日、TEPPAN、TPPN-173）
- 息子が不在中、お風呂上がりの彼女にバッタリ遭遇。親父と名乗らず無理やり1日中、中出ししまくった。 河南実里（8月25日、本中、HND-875）
- 専属決定!48時間セックス漬けキャンプ合宿 河南実里（9月30日（先行配信）、10月22日（DVD）、FALENO、FSDSS-118）[8]
- 膣内射精圧でイける女 河南実里（10月31日（先行配信）、11月26日（DVD）、FALENO、FSDSS-132）
- 追撃絶頂の限界 河南実里（11月30日（先行配信）、12月24日（DVD）、FALENO、FSDSS-148）
- バカメス洗脳女教師 河南実里（12月14日（先行配信vol.1）、12月28日（先行配信vol.2）、2021年1月21日（DVD）、FALENO、FSDSS-161）

- 親友の彼女の唇に理性が消えた3日間射精中すらずっとベロキス中出し性交 河南実里（1月13日（先行配信vol.1）、1月28日（先行配信vol.2）、2月25日（DVD）、FALENO、FSDSS-175）
- AVデビュー前にバイトしてたお洒落カフェに凄テクお礼参り10分耐えたら中出しセックス 河南実里（2月11日（先行配信vol.1）、2月25日（先行配信vol.2）、3月25日（DVD）、FALENO、FSDSS-191）
- アナル強制視姦デカ尻マニアックス 河南実里（3月11日（先行配信vol.1）、3月25日（先行配信vol.2）、4月22日（DVD）、FALENO、FSDSS-207）
- アナウンサーレ×プ事件権力と肉欲に最後まで抵抗したプライド 河南実里（4月22日（先行配信）、5月20日（DVD）、FALENO、FSDSS-229）
- バブコス男の乳首狩り逆レ×パー 河南実里（5月26日（先行配信）、6月24日（DVD）、FALENO、FSDSS-247）
- 出張、相部屋、女上司。朝までお叱り杭打ち10発種搾り 河南実里（6月24日（先行配信）、7月22日（DVD）、FALENO、FSDSS-253）
- 大嫌いな義父と抜かずの中出し孫作り 河南実里（7月26日（先行配信）、8月26日（DVD）、FALENO、FSDSS-269）
- いたずら好きな悪ガキにこっそり媚薬を飲まされて永遠にイカされ続ける絶頂ギャル! 河南実里（8月25日（先行配信）、9月25日（DVD）、FALENO、FSDSS-284）
- 卑猥な下着モデルを強引にさせられ、恥じらいながらも発情してしまった僕の彼女 河南実里（9月22日（先行配信）、10月21日（DVD）、FALENO、FSDSS-299）
- 見知らぬ男たちに犯され逃げ帰ってきた若妻は、大嫌いな義父に追姦レ×プされてしまう! 河南実里（10月26日（先行配信）、11月25日（DVD）、FALENO、FSDSS-315）

- 「愛されたいだけなのに…」結果、都合のいいオンナ扱いされてきた恋多き彼女の一途さとえちテクが中毒になった僕。 河南実里（2月1日、kawaii*、CAWD-340）
- 浣腸魔 復讐の肛悶絶折檻 乙アリス 河南実里（3月1日、アタッカーズ、ATID-501）
- ドラレコ!! ヨシザワ社長とイク高級外車デート! カネのパワーでギャルとパコりまくりドライビング!!（4月19日、kira☆kira、BLK-575）
- 「大嫌いな義弟に犯され、未知の快楽に堕ちました…。」 心はそのまま…身体が入れ替わった相手は旦那の弟 河南実里（5月13日、人妻花園劇場、HZGD-220）
- 地獄のレズアナル 二穴レイプ浣腸 神納花 河南実里（10月4日、アタッカーズ、ATID-534）
- 雌奴隷を喰む母娘 狂気女系一族大蟷螂家奇譚 有坂深雪 河南実里 神納花（11月1日、アタッカーズ、RBK-062）

- 彼氏が在宅中、隣室の性欲怪物に犯されて絶叫するほど感じて中出し懇願した悪い私 河東実里（6月8日、Materiall、MTALL-066）
- うちの会社（ブラック企業）の鬼社長は、私（社長秘書）のドMペット!! 河東実里（8月1日、アタッカーズ、ATID-564）
- 義理の妹が思い出作りをしたいからと婚約中の僕に迫ってきた話 河東実里（9月5日、アタッカーズ、ADN-487）
- 松本いちかがガチで憧れていた河東実里と高級ラブホで朝までじっくりいちゃいちゃレズセックス 河東実里×松本いちか 初遭遇で初共演!（9月12日、ビビアン、BBAN-438）

### アダルトVR
- VRセックスアートオンライン 河南実里（7月25日、TMA、TMAVR-016）
- 高画質VR 河南実里 フェラ クリクリの大きな瞳に見つめられ 極上の快感を体感する（9月9日、ブイワンVR、VOVS-212）
- 長尺45分・高画質 河南実里 生中出し 出会って数秒で即挿入!（9月30日、ブイワンVR、VOVS-213）
- 甘えたがりの河南実里と永遠にイチャイチャ!! おま●このぬくもりを感じるラブラブ密着生中出しSEX!（10月18日、KMPVR、KMVVR-302）
- 長尺46分・高画質 河南実里 ノーカット寸止めSEX 連続生中出し2発射!!（12月16日、ブイワンVR、VOVS-277）
- リアル性教育!! 3DVRだから童貞でもセックスのやり方がよく分かる!（12月30日、KMPVR、KMVR-327）
- 長尺VR 性春120&のシェアハウス物語! 可愛すぎる住人たちとHな中出し共同性活! 優梨まいな 河南実里（12月31日、BAZOOKA、BZVR-005）

- 「連続でも射精できるよね?」みのりんがキンタマがからっぽになるまでイチャヌキヌキヌキ (中出し) してくれる!!（1月6日、KMPVR、KMVR-330）
- 長尺VR! リアル悪徳エステ体験! 一般客に媚薬を飲ませ高級オイルマッサージで感度覚醒! コリをほぐすだけとグチョグチョに興奮したマ●コを刺激して痙攣するまで生中出し!（1月30日、SCOOP、SCVR-005）
- 声我慢シチュエーションオムニバススペシャル! 内緒でこそこそとHすると、すごく興奮しちゃうよね!（2月10日、BAZOOKA、BZVR-003）
- 長尺VR 学園のアイドル四天王を盗撮からの生中出しSEX!! 夢のハーレム性 河南実里 霧島さくら 葉月七瀬 向井藍（3月11日、BAZOOKA、BZVR-008）
- 僕のカノジョは河南実里（3月24日、TMA、TMAVR-042）
- アリーナ席でレズ体験! ノンケの私をベロキスで全力誘惑してくる制服レズビアンVR 河南実里 星奈あい（5月19日、ワンズファクトリー、WAVR-007）
- 超至近距離でパンチラ見せつけオナサポ猫娘 イチャラブ & 生中出しセックス（5月25日、MARRION、MMCPVR-007）
- 制服美少女とカラオケBOX乱交パーティーVR 歌ってはしゃいでパンチラ見放題! 足の匂い嗅ぎ放題! 美乳舐め放題! 放課後中出し生ハメSEX 河南実里 美谷朱里 星奈あい 吉良いろは（6月25日、kawaii*、KAVR-006）
- 長尺105分【女子大生ばかりを狙う悪質エステ施術師体験VR】 男女ペアW施術コースでセックス見せつけムラムラ覚醒… 生ハメ生中出し! 超絶イカセテクに友人の前で喘ぎ声我慢…できずイキまくりスワッピング中出し!（7月7日、kawaii*、KAVR-007）
- 声我慢VR! 両親がいない間にこっそり3人の妹からのハーレムプレイ! 紺野ひかる 河南実里 南梨央奈（12月6日、BAZOOKA、BZVR-024）

- 長尺VR 徹底攻略VR【極】 河南実里（3月22日、徹底攻略VR、DTCVR-003）

- 彼女と彼女のお姉さんと宅飲み中の出来事。 「彼氏くん、お姉さんじゃダメ?」 欲求不満でムラムラしている彼女のお姉さんに超積極誘惑されて中出ししてしまった話（5月22日、本中、HNVR-019）
- 思考がフワフワ絶頂する天国射精 超敏感なピクピク鼓膜に奏でるASMR夢精ヘルス 河南実里（5月27日、KMPVR-彩-、SAVR-075）
- HQ 劇的超高画質 極上激カワ彼女ラブイチャSEX クリクリ瞳に見つめられてペロペロ舐め & 甘い囁きに秒で悩殺! 河南実里（6月5日、ブイワンVR、GOPJ-412）
- 妻と愛人が鉢合わせ…大ピンチ修羅場VR 女同士のエグすぎるけなし合い…マウント合戦… 最低な僕（というよりチ●コ）を奪い合う愛撫テクニック・感度・セックスの相性でメラメラ3番勝負!! 河南実里 月乃しずく（6月7日、kawaii*、KAVR-075）
- 君との「ゴムなし」初体験で熱るカラダ 本気の「ナマ」性交で敏感追撃中出し 河南実里（6月27日、KMPVR-bibi-、CBIKMV-056）
- 尻揉み（7月11日、KMPVR、KMVR-930）
- ノーモザイクオナニーVR 女子校生SPECIAL（7月14日、KMPVR、KMVR-933）
- HQ60fps イったことがないパパ活美少女vs絶対にイカせる男 「えっ、絶対にイカせる自信がある? 本当? 無理だよ～w」 河南実里（7月21日、TEPPAN、TPVR-176）
- Tバックに窒息するまで顔騎されるVR（8月12日、KMPVR、KMVR-964）
- まんぐりの時間（8月25日、KMPVR、KMVR-969）

- 天井特化アングルVR ～新婚ラブラブ性活～ 河南実里（1月28日、KMPVR、VRKM-508）
- 【お触り禁止! 本番禁止!】 健全J○リフレで【真面目なS級美少女J○を媚薬でガンギメ!】 発情させて絶頂連発させヤリタイ放題愉しみ【口内射精・中出し2発】生姦キメパコ 河南実里（2月9日、こあらVR、KIWVR-337）
- 顔面特化VR ～ずっと見つめてあげる～（2月22日、KMPVR、VRKM-555）
- こんなあざとかわいい系女子に迫られたい!! 激カワイイ顔面だけでヌケる河南実里のラブラブ誘惑VR SPECIAL!!（3月24日、MOODYZ、MDVR-203）
- 腋の下見せつけVR（3月25日、KMPVR、VRKM-568）
- フェラチオ顔VR（3月31日、KMPVR、VRKM-571）
- いっぱい舐めてあげる♡（4月16日、KMPVR、VRKM-577）
- どんなに男がイってもイってもやめない 顔舐め & 唾たらし特化 生唾ごっくんヘルス河南実里（4って25日、KMPVR-bibi-）
- 店長の僕に依存するまるでお人形さんみたいなメンヘラキャバ嬢の甘声囁き 河南実里（5月22日、KMPVR、VRKM-633）

- オナニーしながら全身リップVR（3月29日、KMPVR、VRKM-925）
- 嫌な顔して文句を言いながら丁寧にチンコをしゃぶってくれるVR（5月15日、KMPVR、VRKM-989）

### アダルト配信
2017年
- ラグジュTV 644 川奈みのり 23歳 スタイリスト（5月1日、ラグジュTV、LUXU-658）
- みのり（5月2日、俺の素人、ORE-239）
- バイト辞めて金欠のめちゃカワ女子大生みりちゃん参上! 19歳の女子大生は「好きなSEXしてお金が貰えるバイトってAVしかないですか?」って甘ちゃん発想大歓迎! 出演するしないは本人の自由! 騎乗位でゴリゴリ腰を押し付けイキまくる! それも自由! 自由っていいよね～♪♪♪ みり 19歳 大学生（5月2日、ARA、ARA-169）
- 【初撮り】ネットでAV応募→AV体験撮影 298 みのり 19歳 大学生（5月3日、シロウトTV、SIRO-2982）
- ジョギングナンパ 11 みのり 19歳 専門学生（5月5日、ナンパTV、GANA-1297）
- みのり（7月15日、俺の素人-Z-、OREC-009）

2018年
- 【ぶりっ子ヤリマン女子大生】20歳みのりちゃん参上! 応募理由は『AVの現場でチヤホヤされたいから♪』 理由がイマイチ不明だがなやりの【美少女】可愛さを武器に数々の男をもてあそんできたらしい! SEXが始まると【淫乱発動】男優を手玉に取りリードしていく【変態女子大生】実のところ自分の魅力で男をチヤホヤしに来ました?『わかんな〜い♪』ぶりっ子め!W（1月16日、ARA、ARA-257）
- 【完全取扱注意】「みんなみのりのセフレになろーよ!」 パコパコ史上最強に敏感絶頂体質で最高の不思議ちゃん現れるの巻! 「おっぱい触ってい～よ～」「みのり濡れた～」「いいよ～マ●コにおチ●チン入れても～」「3Pしたぁ～い」貞操観念ゼロ過ぎるぶっ飛び新人類が超ヤバい！監督スタッフ全員セフレ契約!? この女は誰にも止められない!!!!!：私立パコパコ女子大学 女子大生とトラックテントで即ハメ旅 Report.030 みのり 20歳 女子大生 (経済学部2年)（1月6日、プレステージプレミアム、MIUM-186）
- 家まで送ってイイですか? case.89

はなさん 23歳 イタリア料理店勤務  爆食ビューティー! 美しき女は高速騎乗位モンスター! ⇒ アスリートボディ＋巨乳 + 巨尻 ＝ 完璧ボディ ⇒ 無尽蔵の食欲～大食いメニューハンター～ ⇒ 食欲 ＝ 性欲 ⇒ 高速騎乗位"30seconds絶頂" ⇒ 愛に飢え、甘えたがり、両親と確執… その理由。（2月23日、ドキュメンTV、DCV-089）
- ラグジュTV 940 川奈みのり 23歳 スタイリスト（4月30日、ラグジュTV、LUXU-951）
- みのり（7月24日、夢中企画）
- みのり 2（7月25日、俺の素人-Z-、OREC-120）

2020年
- 【激カワ小悪魔女子】22歳【性欲強い肉食女子】みのりちゃん参上! 実家が精肉店を営む彼女の応募理由は『男優さんのチンチンを食したくて♪』 テンション高くてこちらはタジタジ (汗) とにかく肉屋だけに肉棒大好き!? 強烈可愛い【小悪魔フェラ】は必見! 強烈可愛い美少女の肉食SEX見逃すな!（3月10日、ARA、ARA-429）
- マジ軟派、初撮。 1465 みのり 22歳 アパレル店員  『スナップ撮影中に勃起チ●ポを見せつけたらオンナはヤりたくなるのか?』をナマ足ショートパンツが激エロなアパレル店員を使って検証実験!「これから仕事なんで…」と先を急ぐ彼女を、新しいスニーカーをエサにホテルまで連れ込み撮影を進め、いざ検証してみた結果…!?（3月28日、ナンパTV、GANA-2266）
- みのり（8月11日、おっぱいちゃん、OPCYN-096）

2021年
- みか（3月19日、白完素人、SIKA-053）
- みか 2（3月19日、白完素人、SIKA-054）
- 【スタイルがグンバツの美女】Dカップ超桃尻くびれのイラストレーターを彼女としてレンタル! 口説き落として本来禁止のエロ行為までヤリまくった一部始終を完全REC!! カラオケダーツ&遊園地デートを楽しんだ後は、ホテルでしっぽり恋人セックス!! 薄く割れた腹筋くびれに超プリプリ柔尻とむにむにDカップ美バストが超絶そそるッ!! 生ハメ中出しセックスで超モデル級のスーパースタイルBODYを堪能しまくる!!! みのりちゃん 23歳 イラストレーター（12月19日、プレステージプレミアム、MIUM-775）

2022年
- みのり（1月6日、訳あり素人、WKAS-005）
- みのり（3月3日、しろうとヤッホー、YAHO-030）

### イメージDVD
- puti poti de chouchou 武田れいな（2017年6月23日、スパイスビジュアル、MBR-AP014）※「武田れいな」名義
- 裸神 河南実里（2018年5月26日、Air Control、OAE-149）
- キミとの距離はセンチメンタル/武田れいな（2020年6月26日、スパイスビジュアル、MBR-AZ027）※「武田れいな」名義

## 製品

### フィギュア
- PLAMAX Naked Angel 1/20 河南実里（2023年7月、マックスファクトリー）

### アダルトグッズ
- FOXY HOLE 河南実里（2018年11月30日、ケイ・エム・プロデュース）※オナホール